# Joseph Labadie
Charles Joseph Antoine Labadie (ur. 18 kwietnia 1850 w Paw Paw, zm. 7 października 1933 w Detroit) – amerykański związkowiec, polityk, działacz społeczny i anarchistyczny, drukarz, wydawca, eseista i poeta.

## Biografia

### Wczesne lata
Jo Labadie urodził się 18 kwietnia 1850 w Paw Paw jako syn Anthony'ego i Euphrosyne Labadie, potomków siedemnastowiecznych francuskich imigrantów z rodziny Labadie, którzy osiedlili się po obu stronach rzeki Detroit. Jego prababcia byłą córką wodza Indian Potawatomi. Dorastał w południowym Michigan, gdzie jego ojciec służył jako tłumacz między jezuickimi misjonarzami a Indianami. Jego jedyną formalną edukacją było kilkumiesięczne uczęszczanie do szkoły parafialnej. 
Labadie rozpoczął pięcioletnią pracę jako wędrowny drukarz, a następnie osiadł w Detroit jako drukarz Detroit Post and Tribune. W 1877 ożenił się z pierwszą kuzynką, Sophie Elizabeth Archambeau. Ich dziećmi były Laura, Charlotte i Laurance, również wybitny anarchistyczny eseista. Rodzina była również zaangażowana w przemysł filmowy i rozrywkowy w rejonie Detroit. 

### Aktywizm
Labadie w wieku 27 lat wstąpił do nowo powstałej Socjalistycznej Partii Pracy w Detroit i wkrótce zaczął rozdawać socjalistyczne ulotki na rogach ulic. Jako drukarz był również członkiem Detroit's Typographical Union 18 i jednym z dwóch delegatów związku na zjazd International Typographical Union w Detroit w 1878.
W 1878 Labadie zorganizował pierwsze zgromadzenie Rycerzy Pracy w Detroit i bez powodzenia kandydował na burmistrza z ramienia partii Greenback-Labor. W 1880 został pierwszym przewodniczącym Detroit Trades Council, a następnie wydawał kolejne gazety pracownicze i pisał artykuły dla krajowej prasy pracowniczej, w tym dla „Detroit Times”, „Advance and Labor Leaf”, „Labor Review”, „The Socialist” i „Lansing Sentinel”, które były podziwiane za ich szczerość. Jego felieton Cranky Notions publikowano wielokrotnie.
W 1883 Labadie został indywidualistycznym anarchistą. Blisko związał się z Benjaminem Tuckerem, głównym reprezentantem tej doktryny w kraju, i często pisywał do jego magazynu „Liberty”. Labadie wierzył, że bez ucisku ze strony państwa ludzie wybraliby życie z „wielkimi prawami natury (…) bez okradania bliźnich poprzez odsetki, zyski, czynsze i podatki”. Popierał lokalną współpracę publiczną i był orędownikiem kontroli społeczności nad wodociągami, ulicami i liniami kolejowymi. Skrytykował również kapitalizm i powiedział, że „miał on już swoje dni” i „musi odejść”. Chociaż Labadie nie popierał zbrojnego anarchizmu męczenników z Haymarket, walczył o ułaskawienie oskarżonych, ponieważ nie wierzył, że byli oni jedynymi sprawcami przemocy. Zerwał z Rycerzami Pracy, gdy ich krajowy przywódca, Terence V. Powderly, całkowicie wyparł się obrońców.
W 1888 Labadie zorganizował Michigan Federation of Labor, został jej pierwszym przewodniczącym i zawarł niepewny sojusz z Samuelem Gompersem. W wieku pięćdziesięciu lat zaczął pisać wiersze i wydawać artystyczne, ręcznie robione książeczki. W 1908 miejski inspektor pocztowy odmówił przyjęcia jego poczty, ponieważ była ona opatrzona naklejkami z anarchistycznymi cytatami. Miesiąc później Zarząd Wodny w Detroit, gdzie Labadie pracował jako urzędnik, zwolnił go ze stanowiska za przejawianie anarchistycznych sympatii. W obu przypadkach, urzędnicy państwowi zostali zmuszeni do wycofania się w obliczu masowych protestów społecznych wspierających Labadiego, dobrze znanego mieszkańcom Detroit jako „Łagodny Anarchista” (ang. „The Gentle Anarchist”).

### Zbiór biblioteczny
Około 1910, w wieku 60 lat, Labadie rozpoczął przygotowania do konserwacji ogromnego zbioru broszur, gazet i korespondencji, który zgromadził na strychu swojego domu. O kolekcję chętnie zabiegał Uniwersytet Wisconsin, jedno z najważniejszych repozytoriów materiałów dotyczących historii pracy i socjalizmu w Stanach Zjednoczonych, ale Labadie odrzucił ofertę 500 dolarów za zbiór. Próby nabycia zbioru podjęły również biblioteki Uniwersytetu Johnsa Hopkinsa w Baltimore oraz Michigan State University. 
Labadie starał się, aby materiały pozostały jak najbliżej jego rodzinnego Detroit i skontaktował się z Uniwersytetem Michigan w Ann Arbor. Uniwersytet nieznacznie wykazywał zainteresowanie kolekcją, ale w końcu wysłano pośrednika. Raport o kolekcji Labadie'go był negatywny, został odrzucony jako „wielki stos szpargałów”. Labadie pozostał jednak wytrwały i w końcu przekonał dziewięciu mieszkańców Detroit, w tym kilku biznesmenów, do przekazania po 100 dolarów na zakup kolekcji, która następnie została przekazana uniwersytetowi. 
W 1912 dwadzieścia skrzyń materiałów zostało przeniesionych ze strychu Labadie'go do Ann Arbor, tworząc podstawę słynnej Kolekcji Labadie'go. W późniejszych latach Labadie zabiegał o dary do kolekcji od przyjaciół i znajomych, a w 1926 sam przekazał bibliotece kolejne setki pozycji. Następnie Agnes Inglis skatalogowała i uporządkowała kolekcję

### Śmierć
Joseph Labadie zmarł 7 października 1933 w Detroit w wieku 83 lat. Zdecydowaną większość rękopisów i efemeryd, które nabył za życia, przekazał do zbiorów Biblioteki Uniwersytetu Michigan, co uważał za swoje główne dziedzictwo.